# Sandra Drouhet
Sandra Drouhet est une joueuse internationale de rink hockey née le 29 mars 1985. Après avoir pris sa première licence à Libourne, elle rejoint le club de Coutras.

## Parcours sportif

### Palmarès
- Championne de France à 6 reprises.
- Championne d'Europe en 2005 et vice-championne en 2009.
- Championne du Monde en 2012.